# Futuroscope
Futuroscope o Parc du Futuroscope, és un parc temàtic francès que conté atraccions basades en les últimes tecnologies cinematogràfiques, audiovisuals i robòtiques. Compta amb cinemes 3D, cinemes 4D i altres atraccions i espectacles únics en el món.

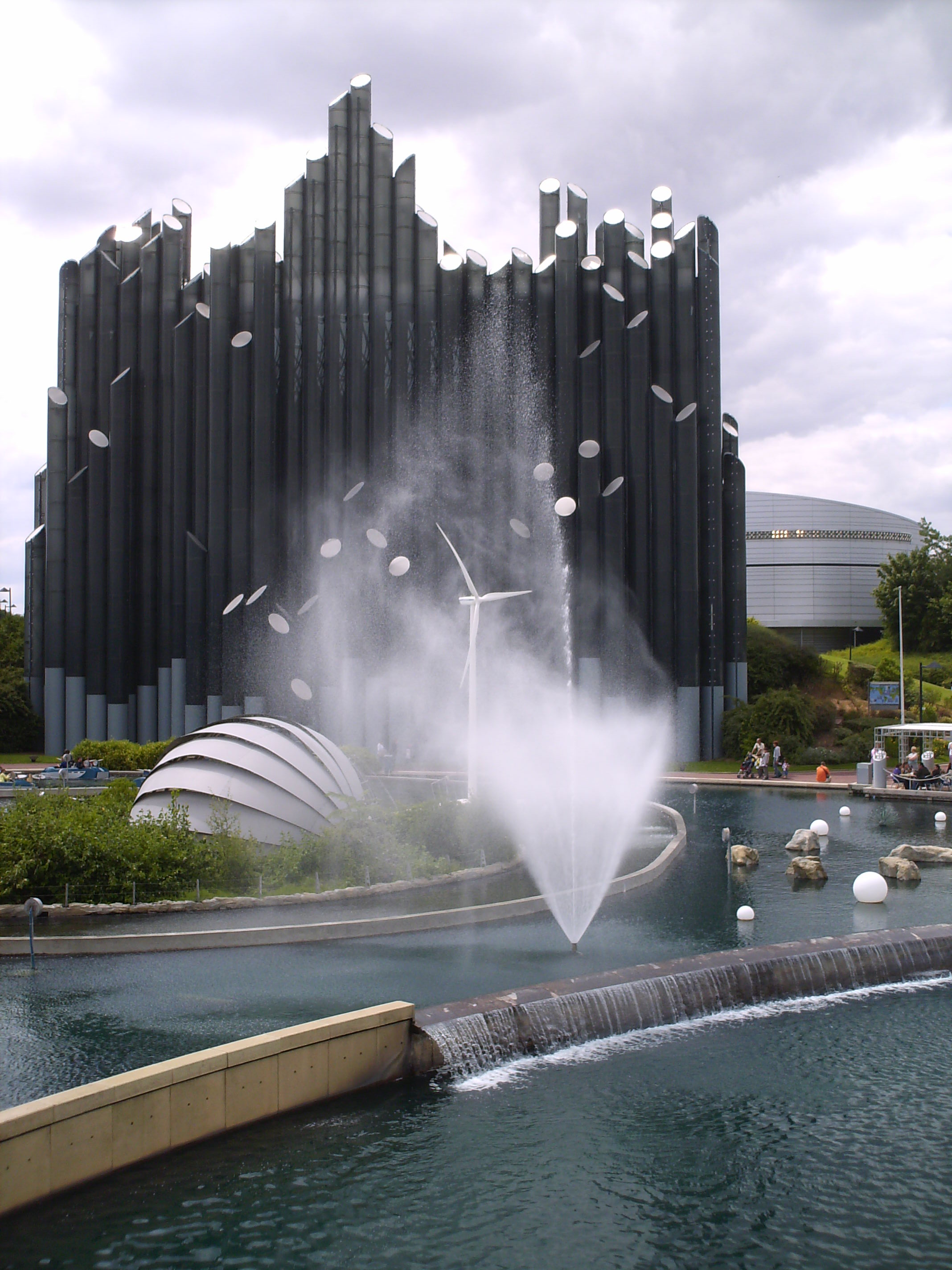
Futuroscope, parc temàtic a la perifèria de Poitiers, França.

Situat a la perifèria de Poitiers, en els municipis de Chasseneuil-du-Poitou i de Jaunay-Clanue (França), és el segon parc temàtic francès més visitat des de la seva obertura. Al 2010, ja havia rebut més de 1.826 milions de visitants i, en total, més de 50 milions de visitants han estat en el parc des que es va obrir, al 1987.

## Història: l'obertura del parc
L'any 1987, René Monory va fundar el primer parc d'atraccions a França. President de la Diputació General de La Vienne per aquella època, Monory imagina el concepte Futuroscope com un lloc que presenta una temàtica centrada en el futur. En aquest lloc coexistiria una zona d'activitats d'oci, una zona d'activitat econòmica i una zona de formació que permetrien reactivar l'esperit empresarial d'aquesta província.
30 anys després, l'aposta ha donat els seus fruits i el model de desenvolupament territorial que representa Futuroscope és utilitzat com a referència en tot el món.

## La Tecnòpolis del Futuroscope
A 10 km de Poitiers, la Tecnòpolis del Futurospe es desplega en 270.000 m² d'oficines d'òptima tecnologia, que abracen unes 200 hectàrees, així com un centre de congressos, un parc d'hotels i restaurants i 13 laboratoris d'investigació. Es tracta de la zona d'activitat més important de la província i la seva segona zona de treball, amb 250 empreses innovadores (multimèdia, centres de relació amb el client, e-business, etc.), 7.000 treballadors, 400 investigadors i 2.000 estudiants.

## Les atraccions del parc i les seves tecnologies
El parc classifica les seves atraccions en cinc àmbits diferents:

### Úniques a Europa
- El viatge extraordinari: aquesta atracció, estrenada el 17 de desembre del 2016, es basa en una tecnologia única. L'espectador se situa en una plataforma que s'inclina 90°, en posició vertical, amb els peus a l'aire i davant d'una pantalla corba de 600m². Així doncs, amb aquests efectes envoltants, s'aconsegueix una immersió total.

### Sensacions fortes
- Balla amb robots: 10 robots de la indústria automobilística de 7 metres d'altura es mouen al ritme de la música en una sala amb jocs de llums, videoprojeccions i mappings visuals.[5]

- Arthur, l'aventura 4D: aquesta atracció combina una projecció en IMAX i en relleu, una pantalla hemisfèrica de 900m² i un simulador de moviments amb efectes.[6]
- La Viénne Dinàmica: una projecció digital en una pantalla de 300 m² i imatges laterals, associades a efectes en la sala, contribuixen a la immersió de l'espectadors. A més, els seients, moguts per gats hidràulics, es mouen al ritme de l'acció.
- Aerobar: estructura metàl·lica s´enlaire a 35 m, a l'interior de la qual hi ha una cabina de 4 metres de diàmetre on poden seure fins a 12 persones amb els peus penjant.
- Dynamic: aquesta atracció està inspirada en les tècniques dels simuladors de vol. Uneix, d'una manera sincronitzada, una projecció digital composta d'imatges mèdiques i el moviment dels seients gràcies a 4 gats hidràulics. La pel·lícula disposa del seu propi programa informàtic que dirigeix els gats hidràulics i que tradueix els moviments de l'acció de la pel·lícula.
- El balancí dels forçuts: atracció en la qual poden pujar dues persones que consisteix en un carro que es llança per una rampa i gronxa el visitant de davant a endarrere.
- El Splash dels petits: vaixell que, després d'arribar a una altura de 8 metres, es llança per un pendent que acabarà a l'aigua.

### Grans espectacles
- Espectacle nocturn “La forge aux étoiles”: en aquest nou espectacle nocturn imaginat per Le Cirque du Soleil, un gran dispositiu tècnic es desenvolupa en una escena aquàtica de 7000 m²: nous efectes pirotècnics i aquàtics, projeccions en pantalles gegants d'aigua i jocs de llum i de làser inèdits. L'estructura original és de 35 metres d'altura i està composta per una pantalla i una paret d'aigua.
- Els misteris del Kube: vídeo mapping com a teló de fons. Aquesta tecnologia multimèdia, creada per programes informàtics creatius, permet projectar a mida vídeos sobre els decorats i sobre l'escenari. El vídeo mapping crea universos visuals variats, poètics i envoltants vestint l'escena amb llums i imatges. Aquest espectacle ha estat creat per Mu-Events.Kinemax, Futuroscope

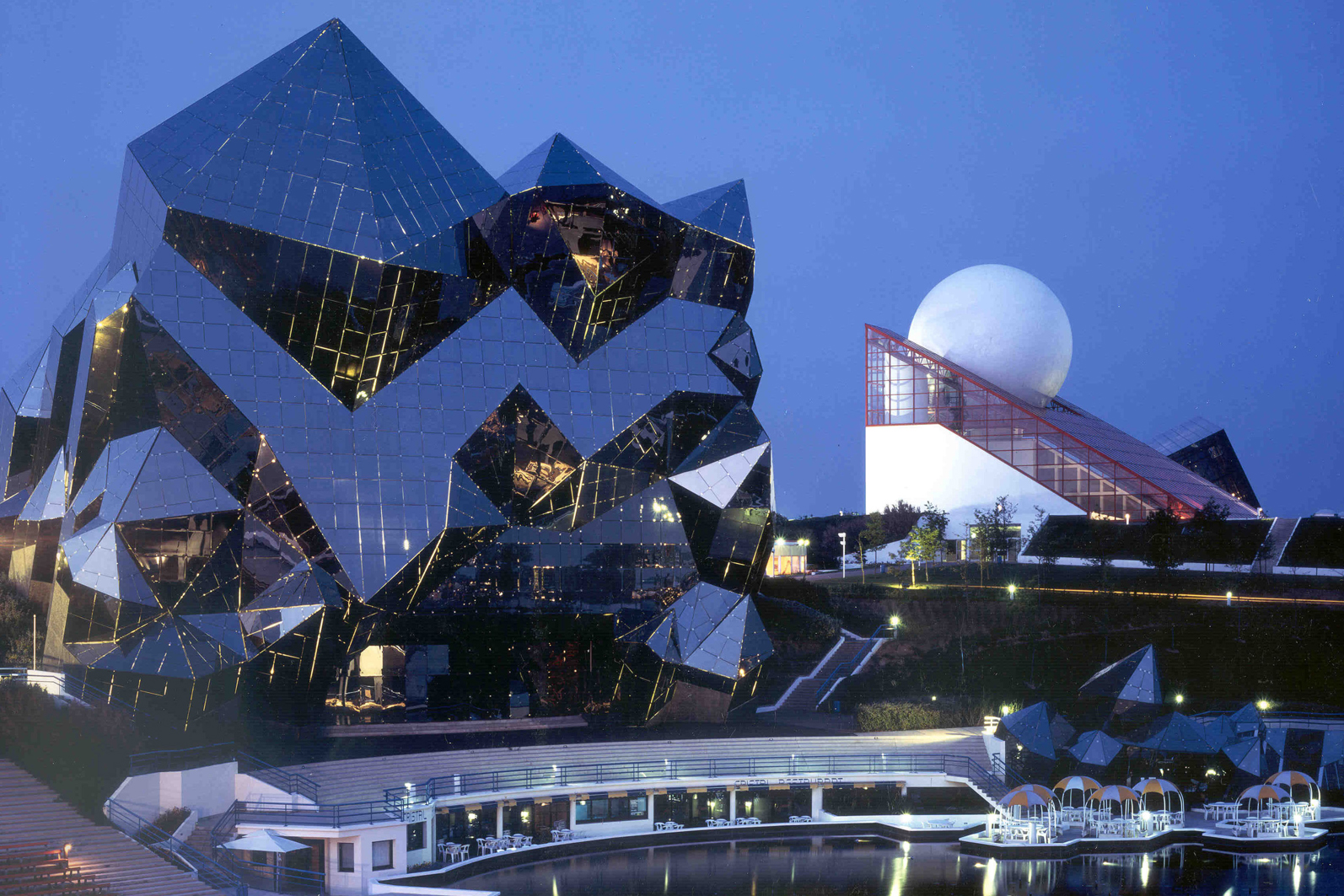
Kinemax, Futuroscope

- Illusió un destí màgic: espectacle de màgia creat per Bertran Lotth i Arthur Jugnot, escollit cm a millor espectacle de màgia el 2012/2013 a França. Nou espectacle el 2017.
- Estudi 16: aquesta pel·lícula es projecta en relleu (3D) en una pantalla de 140 m2 gràcies a una nova projecció digital que difon dos imatges amb una lleugera diferència de temps. Ulleres amb filtres polaritzats permeten a l'espectador veure el relleu.
- L'edat del gel: pel·lícula projectada amb efectes 3D basada en els personatges de la pel·lícula l'Edat de Gel.
- La llei del més fort: per primer cop a França, els espectadors poden descobrir imatges hiperrealistes, d'una gran potència i precisió gràcies a la innovació tecnològica IMAX Làser 4K. L'espectacle consta de la pantalla immensa del KineMAX, tan alta com un edifici de 7 plantes i ample com dues pistes de tennis.

### Descobriments
- Futur l'Expo: robots, objectes connectats, vestidor intel·ligent, taules tàctils o impressora 3D. Al llarg d'un trajecte al voltant del tema de la comunicació, de la imaginació i del consum en un futur pròxim, aquesta exposició permet experimentar les innovacions tecnològiques que modificaren la nostra manera de viure a través de 10 experiències lúdiques i participatives.
- El món d'allò invisible: aquesta atracció conté noves tècniques per descobrir mons que no es poden veure a simple vista: per apreciar allò que és massa lent, és necessari passar la gravació molt ràpidament; les càmeres d'alta velocitat permeten invertir el ritme del vídeo per mostrar el que és 1000 vegades massa ràpid i les imatges d'allò infinitament petit s'obtenen gràcies a un microscopi electrònic.
- Ulls que no veuen...: en aquesta atracció l'espectador, guiat per un animador invident, explora diferents universos en un recorregut en la foscor. A l'entrada, es sol·licita una aportació econòmica per finançar als equips de persones amb deficiències visuals.
- Explorarium: aquesta atracció permet a l'espectador bussejar pels fons marins gràcies a una pantalla hemisfèrica de 900 m³ equipada per un projector IMAX®3D, el qual és un dels més potents del món.
- Col·lisions còsmiques: amb sis projectors de 6.500 lúmens cada un, l'equip digital d'aquesta atracció optimitza la qualitat de les imatges per proporcionar la il·lusió de la tecnologia 3D. Amb una resolució de 1.400 x 1.500 píxels, aquestes imatges produeixen una sensació d'immersió formidable.
- L'art a Futuroscope: Futuroscope desenvolupa una nova temàtica acollint l'art en totes les seves formes: mostres fotogràfiques, escultures, art natura… L'art contemporani s'apodera dels jardins i dels llocs més amagats del parc, de tal manera que l'espectador pot descobrir-lo a través dels seus camins.
- L'exposició Ciudades 2050: Una exposició de 57 fotografies gegants fetes per l'arquitecte belga Vincent Callebaut.

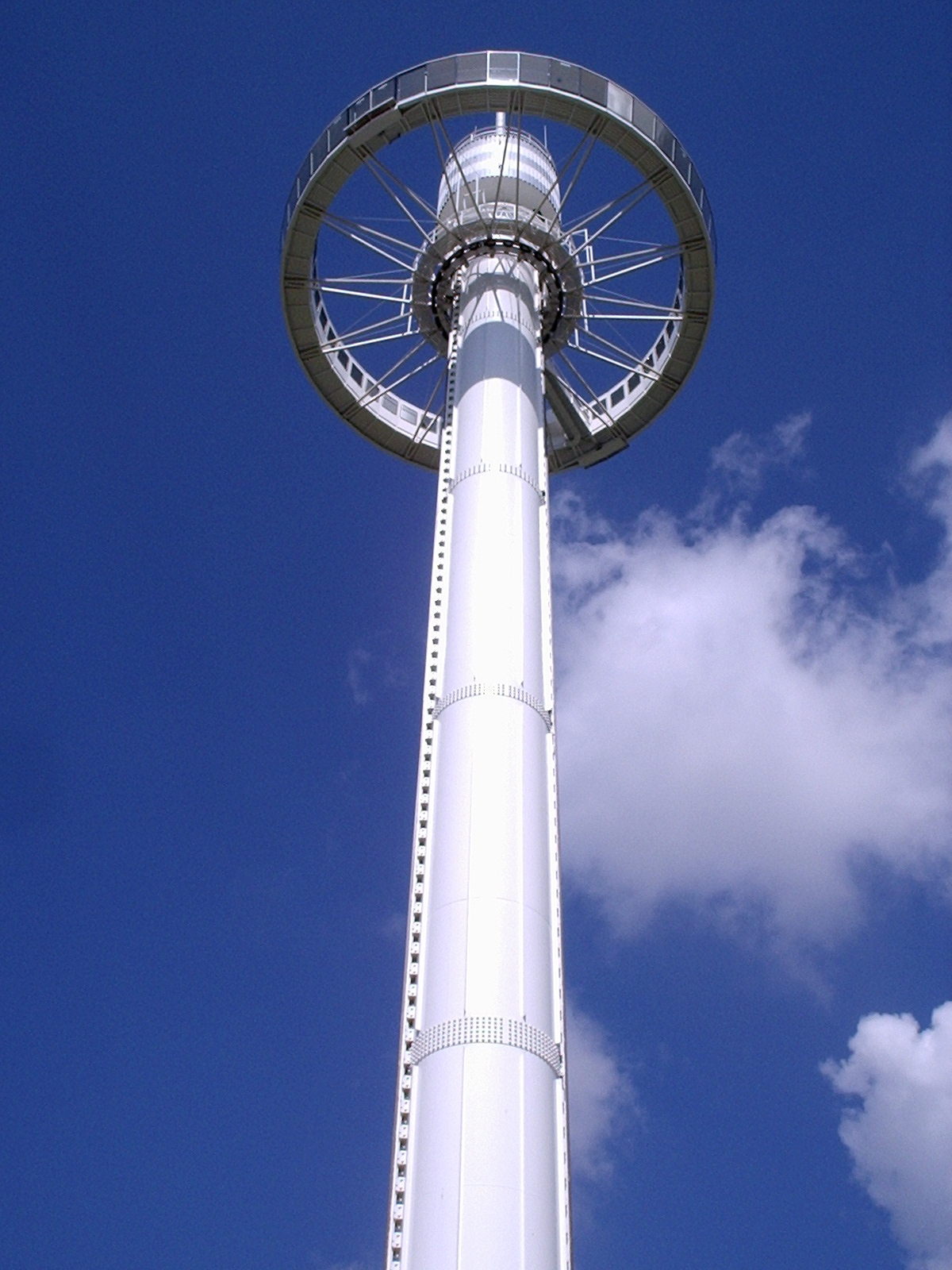
Gyrotour, Futuroscope

### Diversió
- La màquina del temps: aquesta atracció permet a l'espectador viure un viatge espaciotemporal amb els coneguts Rabids, un recorregut a bord d'un tren amb efectes especials, cinc escenes reconstruïdes amb decorats que es mouen i projeccions en 3D.[6] Premiada com millor atracció del món en 2014.
- Aprenents de bombers: aquest joc a escala real dedicat a tota la família proposa pujar de quatre en quatre a un camió de bombers per anar el més ràpid possible a extingir l'incendi d'una estació.
- L'arena: en aquesta atracció, un espai de fins a 1000 m² conté 8 desafiaments diferents pels visitants del parc: I-Schuss, Z-Schuss, Go Sprint, Láser Room, Mind ball, Hit Pulse, Reflex i Memory.
- Aprenents de pilot: atracció en la qual, al volant de vehicles no contaminants, els nens més petits es llancen a la circulació urbana i aprenen, d'una manera lúdica, el Codi de la Circulació mentre que els seus pares fan d'examinadors.
- Les màquines de Leonardo: en aquest carrusel, inspirat en les màquines voladores de Leonardo de Vinci, els més petits hauran de pedalejar per guanyar altura.
- El 8è continent, el joc: aquesta atracció, que consisteix en eliminar els residus dels oceans mitjançant una pistola làser, combina una projecció panoràmica en 32:9 i scooters que es mouen i que consten de pistoles làser. Cada tir té una incidència en l'aventura i els resultats es mostren a cada partida, donant a conèixer els millors jugadors.
- Missió refrescant: a bord d'una embarcació amb canyons d'aigua, el visitant del parc pot navegar entre dolls d'aigua, disparar i refrescar-se.
- La Gyrotour: el visitant del parc pot pujar a bord d'un observatori circular i elevar-se lentament a 45 metres del terra per disposar d'una gran visió panoràmica de Futuroscope.